# 弗格森冰川
弗格森冰川（英語：Fergusson Glacier）是南極洲的冰川，位於奧次地，屬於威爾遜山的一部分，最終注入諾爾冰川，由新西蘭探險隊命名，現時由南極條約體系管理。

## 外部連結
- . . United States Geological Survey.   [2012-03-20].

69°38′S 159°10′E / 69.633°S 159.167°E